# Градище (Илинденци)
Вижте пояснителната страница за други значения на Градище.
Градището или Калето е антична и средновековна крепост в Югозападна България, разположена в землището на пиринското село Илинденци.

## История
Крепостта е разположена на възвишението Костенурката, на 1,5 km североизточно от Илинденци. Тя заема площ от 250 m2 и отвсякъде е обградена с отвесни скали. На север, откъдето е по-достъпно, личат остатъците от крепостната стена. Крепостта вероятно е византийска, построена върху антично укрепление. Преобладава керамичен материал от античната епоха. Откриват се фрагменти от обикновена и художествена керамика от XIII-XI̟V век и много рядко от XI-XII век. Укреплението е контролирало изхода от Кресненския пролом. В съседство е Врабчанската крепост.